# Bernd Lehmann (Fußballspieler)
Bernd Lehmann (* 1. September 1947 in Krefeld) ist ein ehemaliger deutscher Fußballspieler und -trainer.

## Karriere
Bernd Lehmann spielte während seiner Profikarriere für den MSV Duisburg und Racing Straßburg. Für Duisburg machte der von Preußen Krefeld zu den „Zebras“ gekommene Mittelfeldspieler unter Trainer Gyula Lóránt sein erstes Pflichtspiel in der Saison 1967/68 in der Bundesliga. Am zwölften Spieltag stand er gegen den 1. FC Kaiserslautern in der Startformation und füllte im Mittelfeld neben Heinz van Haaren und Horst Wild die Rolle des Offensivspielers aus. Sein erstes Tor schoss er noch in seiner Debütsaison am 17. Spieltag in München gegen den FC Bayern: In der 27. Minute traf Lehmann zum 2:0 für die Gäste aus Duisburg. Die 1:0-Führung des MSV hatte der weitere Neuzugang Erwin Kostedde nach 15 Spielminuten erzielt. Zum Saisonende wurde ein respektabler siebter Platz eingefahren, und der Außenseiter war nur zwei Punkte hinter dem FC Bayern klassiert. Die nächsten zwei Saisons sollten für Lehmann eher mäßig verlaufen, im Kalenderjahr 1971 gelang ihm dann der endgültige Durchbruch und er begann zu einem Führungsspieler zu avancieren. Von 1970 bis 1975 schoss er jede Saison mindestens sechs Tore für die Zebras und war deswegen auch im Kader gesetzt. 1974/75 spielte er seine beste Saison mit zehn Toren und verhinderte dadurch den Abstieg der Duisburger.
Seinen größten Erfolg mit dem MSV erzielte er 1975 mit dem Einzug ins Endspiel des DFB-Pokal. Zuvor wurden im Viertelfinale der SV Werder Bremen und im Halbfinale Borussia Dortmund bezwungen. Im Endspiel gegen Eintracht Frankfurt folgte dann eine 0:1-Niederlage. Im Verlauf des Jahres 1975 strebte er einen Wechsel ins Ausland an und kam bald beim französischen Erstligaklub Racing Straßburg unter. Dort zählte er erneut zu den Führungsspielern, verließ den Verein aber schon nach einem Jahr und hängte seine Schuhe wegen Knieproblemen an den Nagel.
Nach seiner aktiven Laufbahn war Lehmann zeitweilig auch als Co-Trainer und Trainer tätig. Von Juli 1983 bis Juni 1987 war er Co-Trainer von Karl-Heinz Feldkamp bei Bayer 05 Uerdingen und saß sowohl beim DFB-Pokalsieg 1985 als auch beim Wunder von der Grotenburg als Assistent auf der Bank. Von Juli 1990 bis Februar 1994 betreute er als Cheftrainer den Landesligisten Duisburger SV 1900. 